# 弗拉基米尔·克利奇科
弗拉基米尔·弗拉基米罗维奇·克利奇科（烏克蘭語：Володимир Володимирович Кличко，發音：[woloˈdɪmɪr woloˈdɪmɪrowɪtʃ klɪtʃˈkɔ]；1976年3月25日—），乌克兰职业拳击运动员，前世界重量级拳王。
克利奇科曾是两度世界重量级拳王，拥有世界拳击协会（WBA）、国际拳击联合会（IBF）与世界拳击组织（WBO）的拳王金腰带。此外，他还曾是国际拳击组织（IBO）与《拳台》（The Ring）杂志拳王头衔的持有者。克利奇科被认为是历史上最伟大的重量级拳王之一，尤以其击倒技术见长。他是拳击史上拥有拳王头衔时间第二长的拳手（第一为乔·路易斯）。同时，他总共23次卫冕拳王头衔的战绩，也仅次于乔·路易斯，位列史上第二。2017年8月，他正式宣布退役。
克利奇科的兄长维塔利·克利奇科亦是一位前重量级世界拳王。2006年至2015年间，他们兄弟二人统治了重量级拳坛，被称为“克利奇科时代”。
2013年，克利奇科与美国影星海登·潘妮迪亚订婚。他们育有一女。